# Asterocheres madeirensis
Asterocheres madeirensis is een eenoogkreeftjessoort uit de familie van de Asterocheridae. De wetenschappelijke naam van de soort is voor het eerst geldig gepubliceerd in 2007 door Bandera, Conradi & López-González.